# Kandyosilis apoensis
Kandyosilis apoensis es una especie de coleóptero de la familia Cantharidae.

## Distribución geográfica
Habita en las Filipinas.